# Чесан
Чесан (рос. Чесан) — улус Кіжингинського району в Бурятії, Росія. Входить до Сільського поселення Верхньокодунський сомон. Населення — 484 особи (2015).

## Історія
Село розташовано біля річки Улзито, притоки річки Часана, в Хоринському відомстві Верхньокодунського округу. Це мальовнича місцевість близ підніжжя гір Дундада, Заха, Улзито, між річками Улзито та Дундуда.
Раніше на місці селища діяв великий буддійський дацан (монастир) Гандан Чоймпеллінґ, що мав понад 600 лам та хубарагів. Монастир почали будувати 1827 року, він сягнув свого розквіту на початку XX століття, тут розташовувався подарунок Далай-лами XIII — нефритовий Будда і діяла велика бібліотека з 15 тисячами рідкісних книг та кількома тисячами унікальних зображень (тханґка). 1874-1875 було збудовано триповерхову будівлю Цогчен дугана на кам'яному фундаменті.
1921 року поблизу першого дацана було побудовано ще один — Шулутський дацан. У двох дацанах проводили служби-хурали понад 600 лам та хувараків. Тут служили високоосвічені лами, а також емчі-лами (лікарі) та астрологи.
1927 року селище було окуповано більшовиками, почався червоний терор і репресії місцевого населення. До 1937 року більшість духовних наставників та монахів було розстріляно за сфабрикованими звинуваченнями, частина опинилася в ГУЛАЗі, невеликій частині вдалося втекти до Монголії. Бібліотеку було розграбовано, а монастир — остаточно закрито. На місці знищеного монастиря окупаційна влада створила селище Чесан.
На території дацана збудували Чесанську МТС, в приміщеннях монастиря створили школу та гуртожитки. Станцію було розраховано на 12 колгоспів.
2000 року Дацан почали відновлювати. На основі старих фотографій та вимірів залишків фундаментів почалися роботи з відновлення Цогчен дугана.